# Guillaume de Normandie (traghetto)
Il Guillaume de Normandie è un traghetto di proprietà della Stena Line ed in servizio per la Brittany Ferries.

## Servizio
Il traghetto è stato varato il 12 aprile 2024 nei cantieri navali cinesi China Merchants Jinling Shipyard Co Ltd di Weihai per la Stena Line, alla quale viene consegnato il 23 dicembre 2024 e, subito noleggiato a lungo termine alla Brittany Ferries.
Salpato il 2 gennaio 2025 per la Spagna, scala a  Singapore, Hambantota, Port Louis, Walvis Bay,Mindelo e Las Palmas de Gran Canaria, giungendo il 18 febbraio a Santander.
Il 20 febbraio 2025 issa bandiera francese.
La sera del 23 marzo salpa da Santander per Roscoff e, successivamente, per Cherbourg e Ouistreham, in attesa di prendere servizio sulla Portsmouth-Ouistreham in sostituzione del Normandie ad aprile 2025.
Battezzato il 28 marzo a Ouistreham dalla madrina Miranda Merron, viene trasferito a Caen, dalla quale esegue una traversata di prova verso Portsmouth dall'1 al 2 aprile.
Il 18 aprile 2025 prende servizio nei collegamenti tra Portsmouth e Ouistreham in sostituzione del Normandie.

## Navi gemelle
- Stena Estrid
- Stena Edda
- Galicia
- Stena Embla
- Côte d'Opale
- Salamanca
- Stena Estelle
- Stena Ebba
- Santoña
- Ala'Suinu
- Saint-Malo
- Capu Rossu